# Reset (informatica)
Il reset o resettaggio, in informatica, è l'operazione di ripristino della condizione in cui si trova un sistema informatico subito dopo l'accensione.

## Funzioni ed utilizzo
Il reset semplifica quindi il ripristino di tale condizione, quando necessario, evitando l'operazione di spegnimento e riaccensione del sistema informatico.
I casi in cui si rende necessario il reset sono principalmente quelli di blocco o malfunzionamento del sistema informatico generato da errori del software.

## Tipologia
I due principali tipi di reset sono i seguenti:
- reset hardware;
- reset software.

Un sistema informatico può essere dotato solo di reset hardware, solo di reset software, o di entrambi.

### Reset hardware
Il reset hardware è un reset che viene attivato mediante un dispositivo hardware (normalmente un pulsante). Il reset hardware è il tipo di reset più efficace in quanto agisce direttamente sui circuiti elettronici del sistema informatico. In tal modo il reset ha sempre successo. il reset leva per una frazione di secondo l'alimentazione.

### Reset software
Il reset software è un reset che viene attivato mediante un comando software. Il reset software può essere programmato in modo che sia eseguito in determinate condizioni o momenti previsti dal programmatore. Ad esempio la maggior parte dei sistemi operativi moderni fornisce la possibilità di reset software attivabile mediante la pressione di una combinazione di tasti della tastiera.
Il reset software non sempre ha successo perché il blocco o il malfunzionamento del sistema informatico può essere tale da impedire anche il reset software stesso.

## Chiarimenti
In realtà, in diverse situazioni, andrebbe distinto tra reset e recovery. Ovvero:
- recovery cioè ripristino nel senso di "ripristino alle condizioni di fabbrica" o reinstallazione. Questo comporta che il dispositivo ritorni in uno stato iniziale di utilizzo, sebbene ciò ha significati diversi a seconda del sistema operativo/dispositivo;
- reset[4] cioè  reimpostazione  che significa quanto descritto sopra ma anche, in altri contesti, eliminazione di contenuti (cache, personalizzazioni, impostazioni, ecc.) in modo da azzerare il sistema ((re)-inizializzazione) ma senza ripristinarlo secondo il significato di ritorno alle condizioni iniziali di fabbrica.

Quasi sempre un ripristino esegue anche una inizializzazione ma il viceversa non lo è (ad esempio in Windows o iOS).
Nelle applicazioni (quindi non sistemi operativi o ambienti UEFI) il comando di reimpostazione elimina tutti i dati, account, cronologia, cache e personalizzazioni: in pratica, l'applicazione o il servizio ritornano allo stato "appena installato" (senza configurazione).
Alcuni produttori utilizzano, nella procedura di reset, il termine erase per intendere la prima parte del processo cioè la "cancellazione del sistema", seguita dal restore ovvero il ripristino delle condizioni di sistema originarie (ed, eventualmente, il recupero del backup eseguito prima della cancellazione).